# Roadie
I roadie (anche noti come road crew) sono tecnici che viaggiano assieme ad un gruppo durante le tournée, di solito dormendo nei camper e occupandosi dei vari aspetti della realizzazione del concerto esclusa l'esibizione dei musicisti.
Con questo termine sono catalogati diversi ruoli tra i quali il road manager, che gestisce la parte logistica dei singoli concerti e dei piccoli tour, il tour manager simile al road manager ma che si occupa di grandi tournée, i production manager, gli stage manager, i tecnici del suono, i tecnici degli strumenti musicali (tecnico delle chitarre, tecnico del basso, tecnico delle batterie, tecnico delle tastiere), i tecnici delle luci, gli addetti ai fuochi d'artificio, le guardie del corpo, gli addetti al catering, i montatori del palcoscenico e dei vari impianti.

## Apparizioni delle Road crew
Le road crew di solito non sono accreditate sui dischi, ma alcuni artisti si preoccupano dei loro tecnici e ci tengono a menzionarli nei ringraziamenti dei CD.
- Il 12 giugno 1993, mentre eseguivano Bullet in the Head in un concerto a Reykjavík in Islanda, il chitarrista Tom Morello e il bassista Tim Commerford dei Rage Against the Machine si sono scambiati con i loro rispettivi roadie.
- I Pink Floyd mostrarono la loro road crew nella copertina Ummagumma e registrarono le loro voci in The Dark Side of the Moon. Un loro roadie fece le parti parlate della versione in studio del brano Sheep, presente in Animals.
- I Motörhead hanno scritto la canzone (We Are) The Road Crew, dell'album Ace of Spades, dedicata ai propri Roadie.
- I Pantera, i Motörhead e i Godsmack ogni tanto fanno fare comparsate ai loro Roadie nei loro video.
- Tupac Shakur si unì ai Digital Underground come roadie nel 1990 prima di iniziare la sua carriera da rapper.
- James Hetfield dei Metallica è stato rimpiazzato temporaneamente durante i suoi infortuni dal suo roadie John Marshall.
- Nei loro concerti i Fugazi spesso si avvalevano del loro roadie Jerry Busher come secondo batterista e come trombettista.
- I Tenacious D hanno intitolato Roadie un brano del loro terzo album Rize of the Fenix.
- Il 21 novembre 2015 al Paladozza di Bologna i tecnici de Lo Stato Sociale suonarono a sorpresa il brano Brutale durante la pausa prima dei bis; l'idea fu della stessa band, che decise di ringraziare così il lavoro svolto dal loro personale in tour.

## Altre carriere
Diversi roadie si sono poi uniti a band e hanno fatto musica. 
- David Gilmour faceva il roadie per i Pink Floyd prima che Nick Mason gli chiedesse di unirsi alla band come chitarrista. [senza fonte]
- Joey DeMaio fu un roadie dei Black Sabbath durante il tour di Heaven and Hell, poco tempo dopo avrebbe cofondato i Manowar.
- Krist Novoselic era un roadie dei Melvins prima di formare i Nirvana con Kurt Cobain.
- Noel Gallagher lavorava come roadie per gli Inspiral Carpets prima di unirsi agli Oasis.
- Lemmy fu roadie per Jimi Hendrix prima di unirsi agli Hawkwind, e di formare più tardi i Motörhead.
- Gene Hoglan fu il tecnico delle luci degli Slayer nei loro primissimi anni di carriera.
- Bob Bryar dei My Chemical Romance era il loro ingegnere del suono prima che si unisse alla band come batterista.
- Billy Howerdel lavorò come roadie per i Tool prima di fondare gli A Perfect Circle con Maynard James Keenan.
- Ben Shepherd era un roadie dei Nirvana prima di entrare nei Soundgarden.
- Nei Megadeth è accaduto due volte che un roadie prendesse il posto di un membro. Chuck Behler infatti era il roadie di Gar Samuelson prima di rimpiazzarlo dopo il licenziamento. Ironicamente, tempo dopo il roadie di Chuck Nick Menza lo rimpiazzò per lo stesso motivo.
- Andreas Kisser, componente dei Sepultura, era il tecnico della chitarra di Max Cavalera finché non chiese di unirsi alla band come lead guitar per rimpiazzare Jairo Guedes.
- Henry Rollins era un roadie dei Minor Threat di Washington prima di accettare la proposta di trasferirsi a Los Angeles per unirsi ai Black Flag come cantante.
- Billy Milano era un roadie degli Anthrax prima di accettare la proposta di Dan Lilker e di Scott Ian di diventare il cantante dei Stormtroopers of Death.
- Karl Sanders era un membro della road crew di Morbid Angel prima di fondare i Nile nel 1993.
- L'intera band Coroner è formata da membri della road crew dei Celtic Frost.